# Порнёф — Жак-Картье
Порнёф — Жак-Картье́ (с фр. Portneuf—Jacques-Cartier) — федеральный избирательный округ в Квебеке (Канада).
Округ находится в квебекской области Капиталь-Насьональ и состоит из графств Ла-Жак-Картье и Порнёф, а также города Сент-Огюстен-де-Демора из квебекского столичного сообщества.
Смежными округами являются Сен-Морис — Шамплен на западе и северо-западе, Монморанси — Шарлевуа — Верхний Северный берег на востоке и северо-востоке, Бопор — Лимуалу на юго-востоке, Шарлебур — Верхний Сен-Шарль на юго-востоке, Луи-Сен-Лоран на юго-востоке, Луи-Эбер на юго-востоке, Лобиньер — Шют-де-ла-Шодьер на юге и Нижний Ришельё — Николе — Беканкур на юго-западе.
Он насчитывает 93 526 жителей, в том числе 73 483 избирателя на площади 7 617 км².
Нынешним депутатом является новодемократ Элен Мишо.

## Итоги выборов
|       | Кандидат        | Партия          | Число голосов | % голосов |
| ----- | --------------- | --------------- | ------------- | --------- |
|       | Ришар Коте      | Квебекский блок | 10 745        | 20,48 %   |
|       | Режан Терио     | Либеральная     | 3463          | 6,6 %     |
|       | Элен Мишо       | НДП             | 22 387        | 42,67 %   |
|       | Клодина Делорм  | Зелёная         | 1279          | 2,44 %    |
|       | (б) Андре Артюр | Независимый     | 14 594        | 27,82 %   |
| Итого | Итого           | Итого           | 52 468        | 100 %     |

|       | Кандидат             | Партия          | Число голосов | % голосов |
| ----- | -------------------- | --------------- | ------------- | --------- |
|       | Ришар Коте           | Квебекский блок | 14 401        | 32,02 %   |
|       | Стефан Аслен         | Либеральная     | 7320          | 16,27 %   |
|       | Андре Тюржон         | НДП             | 5707          | 12,69 %   |
|       | Нейтан Джон Уэзердон | Зелёная         | 1452          | 3,23 %    |
|       | (б) Андре Артюр      | Независимый     | 15 063        | 33,49 %   |
|       | Жан Паради           | Независимый     | 1039          | 2,31 %    |
| Итого | Итого                | Итого           | 44 982        | 100 %     |

## История
Первоначально округ был основан в 1867 под названием Порнёф. В 2004 он был переименован в Порнёф — Жак-Картье.
1. 1867-1872 — Жан-Досиль Бруссо, Конс.
2. 1872-1878 — Эдра Альфред де Сен-Жорж, ЛПК
3. 1878-1882 — Рош-Памфиль Валле, Конс.
4. 1882-1891 — Эдра Альфред де Сен-Жорж, ЛПК (2)
5. 1891-1896 — Артюр Делиль, ЛПК
6. 1896¹-1900 — Анри-Гюстав Жоли де Лотбиньер, ЛПК
7. 1900-1930 — Мишель-Симеон Делиль, ЛПК
8. 1930-1935 — Жюль Дероше, ЛПК
9. 1935-1936 — Люсьен Кэннон, ЛПК
10. 1936¹-1958 — Пьер Готье, ЛПК
11. 1958-1962 — Аристид Ромпре, ПК
12. 1962-1965 — Жан-Луи Френет, СК
13. 1965-1974 — Ролан Годен, СК
14. 1974-1979 — Пьер Бюсьер, ЛПК
15. 1979-1984 — Роллан Дион, ЛПК
16. 1984-1993 — Марк Ферлан, ПК
17. 1993-2000 — Пьер де Савуа, КБ
18. 2000-2004 — Клод Дюплен, ЛПК
19. 2004-2006 — Ги Коте, КБ
20. 2006-2011 — Андре Артюр, Независимый
21. 2011-....... — Элен Мишо, НДП

- ¹ = Частичные выборы